# Powiat Deutschlandsberg
Powiat Deutschlandsberg (niem. Bezirk Deutschlandsberg ) – powiat w Austrii, w kraju związkowym Styria, przy granicy ze Słowenią. Siedziba powiatu znajduje się w mieście Deutschlandsberg.

## Geografia
Powiat Deutschlandsberg graniczy z następującymi powiatami: na północnym wschodzie z powiatem Graz-Umgebung, na wschodzie z powiatem Leibnitz, na zachodzie z powiayem Wolfsberg (w kraju związkowym Karyntia), na północy z powiatem Voitsberg. Na zachodzie przebiega granica państwa ze Słowenią.
Największymi rzekami powiatu są Sulm i Stainzbach. Powiat leży w Lavanttaler Alpen, których stoki biegną coraz niżej na wschód.

## Demografia
| Rok  | Liczba mieszkańców |
| ---- | ------------------ |
| 1981 | 59 515             |
| 1991 | 60 581             |
| 2001 | 61 498             |
| 2015 | 60 410             |
| 2023 | 61 121             |

## Podział administracyjny
Powiat podzielony jest na 15 gmin, w tym jedną gminę miejską (Stadt), dziesięć gmin targowych (Marktgemeinde) oraz cztery gminy wiejskie (Gemeinde).
| Miasta 1. Deutschlandsberg (11 721) Gminy targowe 1. Bad Schwanberg (4472) 2. Eibiswald (6309) 3. Frauental an der Laßnitz (3135) 4. Groß Sankt Florian (4092) 5. Lannach (3649) 6. Pölfing-Brunn (1591) 7. Preding (1900) 8. Stainz (8675) 9. Wettmannstätten (1660) 10. Wies (4283) | Gminy 1. Sankt Josef (Weststeiermark) (1714) 2. Sankt Martin im Sulmtal (3024) 3. Sankt Peter im Sulmtal (1274) 4. Sankt Stefan ob Stainz (3622) |

(liczba mieszkańców 1 stycznia 2023)

## Transport
Przez powiat przebiegają drogi krajowe B69 (Südsteirische Grenz Straße), B74 (Sulmtal Straße) i B76 (Radlpass Straße), na północy (w okolicy Gundersdorfu) biegnie autostrada A2.
Jedyną linią kolejową w powiecie jest linia Graz-Wies, od niej w Wohlsdorfie odchodzi obecnie nieczynna linia do Stainz.
Na granicy państwowej umiejscowiono cztery drogowe przejścia graniczne.